# Insta360
Arashi Vision Inc. (chino: 影石创新科技股份有限公司), que opera como Insta360, es una empresa de cámaras con sede en Shenzhen, Guangdong y oficinas en Los Ángeles, Tokio y Berlín. Hace cámaras de acción, cámaras de 360 grados, software de edición para dispositivos móviles y de escritorio y cámaras 180-3D.

## Historia
El CEO de Insta360, JK Liu (刘靖康), conoció a sus cofundadores mientras estudiaba informática en la Universidad de Nanjing. Liu reconoció el potencial de 360 cuando asistió a un concierto de música y quiso desarrollar productos para grabar y compartir eventos tan poderosos y conmovedores.
El primer producto de Liu fue una aplicación de teléfono inteligente para transmisión en vivo, pero rápidamente amplió la cartera de productos de la empresa al desarrollar un accesorio para convertir un teléfono inteligente en una cámara de 360 grados.
Después de graduarse, Liu y su equipo se mudaron a Shenzhen y fundaron Insta360 en 2015 para comenzar a desarrollar y fabricar cámaras de 360 grados, ya que descubrieron que el estándar actual del mercado no satisfacía sus necesidades. Más tarde, Insta360 comenzó a reconocer que los beneficios del video 360 van mucho más allá del video 360 estándar y comenzó a ser pionera en un nuevo tipo de cámara de acción, una cámara de acción 360 que utiliza el video 360 como herramienta para crear contenido tradicional en marco plano. Esto fue con el primero de la serie ONE, Insta360 ONE.
Desde entonces, Insta360 también ha abierto oficinas en Los Ángeles, Tokio y Berlín y alberga a 500 empleados en todo el mundo.
En 2020, Insta360 se asoció estratégicamente con Leica para ayudar a producir la edición ONE R de 1 pulgada. Desde entonces, ONE R ha sido reconocida como una de las mejores invenciones de la revista TIME de 2020. Un hito reciente para la empresa fue que Apple alojara cámaras Insta360 en tiendas en más de 100 países.
En 2018, la NASA utilizó Insta360 Pro y Pro 2 para transmitir en vivo el aterrizaje del InSight Mars Lander desde el control de la misión, ganando un Emmy por el proyecto. En 2021, la NASA volvió a utilizar Insta360 Pro 2 para transmitir en vivo desde el control de la misión cuando el rover Perseverance aterrizó en Marte.